# 天門郡
天門郡（てんもん-ぐん）は、中国にかつて存在した郡。三国時代から南北朝時代にかけて、現在の湖南省張家界市と常徳市にまたがる地域に設置された。

## 概要
263年（永安6年）、三国の呉により武陵郡北西部の零陽・充の2県を分割して、天門郡が置かれた。天門郡は荊州に属した。
晋のとき、天門郡は零陽・漊中・臨澧・澧陽の4県を管轄した。
南朝宋のとき、天門郡は澧陽・零陽・漊中・臨澧の4県を管轄した。
南朝斉のとき、天門郡は澧陽・零陽・漊中・臨澧の4県を管轄した。
589年（開皇9年）、隋が南朝陳を滅ぼすと、天門郡は廃止されて、松州に編入された。ほどなく澧州と改められた。